# Lago da Pedra
Lago da Pedra este un oraș în unitatea federativă Maranhão (MA), Brazilia.